# Pantoporia reducta
Pantoporia reducta är en fjärilsart som beskrevs av Hans Fruhstorfer 1906. Pantoporia reducta ingår i släktet Pantoporia och familjen praktfjärilar. Inga underarter finns listade i Catalogue of Life.